# Étienne Bouhot
Étienne Bouhot (* 8. August 1780 in Bard-lès-Époisses; † 17. Juli 1862 in Semur-en-Auxois) war ein französischer Maler. Er war Direktor der École de Dessin de Semur-en-Auxois.

## Leben
Sein künstlerisches Wirken begann mit einer Lehre als Dekorationsmaler in Dijon. 1801 verlegte er seinen Wohnsitz nach Paris. In den Jahren 1808/09 beteiligte er sich an  Panoramen von Rom, Wagram, Tilsit und Antwerpen. Erfolge verzeichnete er mit Veduten, insbesondere von Paris. Ab 1822 erfolgten Reisen innerhalb Frankreichs. Er widmete sich zunehmend der Landschaftsmalerei, gerät aber infolge der seltenen Teilnahme am Pariser Salon allgemein in Vergessenheit.